# Zhu Yunying
Zhu Yunying (chiń. 诸韵颖, ur. 15 stycznia 1978) – chińska siatkarka, medalistka igrzysk olimpijskich i mistrzostw świata.

## Życiorys
pochodząca z Szanghaju Zhu w 1995 po raz pierwszy zagrała w meczach Grand Prix. Wystąpiła na igrzyskach olimpijskich 1996 w Atlancie. Chinki zdobyły wówczas srebro po porażce z Kubą we finale. W 1998 była w składzie reprezentacji Chin, która zajęła drugie miejsce na mistrzostwach świata w Japonii. W 2000 raz drugi wystąpiła na igrzyskach olimpijskich, w Sydney. Zagrała wówczas we wszystkich meczach, a jej zespół zajął 5. miejsce w turnieju.
Po zakończeniu kariery sportowej Zhu studiowała prawo na Uniwersytecie Fudan. Od 2016 jest trenerką i zajmuje się promocją piłki siatkowej wśród młodzieży w Szanghaju. 